# Lalande-de-Pomerol

Lalande-de-Pomerol este o comună în departamentul Gironde din sud-vestul Franței. În 2009 avea o populație de 674 de locuitori.

## Evoluția populației
| An        | 1975 | 1982 | 1990 | 1999 | 2006 | 2009 |
| --------- | ---- | ---- | ---- | ---- | ---- | ---- |
| Populație | 704  | 723  | 715  | 614  | 674  | 674  |